# Mammifrontia leucania
Mammifrontia leucania är en fjärilsart som beskrevs av Barnes och Arthur Ward Lindsey 1922. Mammifrontia leucania ingår i släktet Mammifrontia och familjen nattflyn. Inga underarter finns listade i Catalogue of Life.